# 豊里十五貫農村公園
豊里十五貫農村公園（とよさとじゅうごかんのうそんこうえん）は宮城県登米市豊里町にある農村公園である。

## 概要
平成6年度に農林水産省の農村総合整備モデル事業として、当時の豊里町により整備、開園された。
ゲートボール場も併設されて、地区住民の憩いの場となっている。

## 周辺の見所
- 豊里水辺の公園
- 鴇波洗堰（カラバット）
- 平筒沼
- 香林寺山門
- 北上川河川歴史公園
- 赤生津館跡
- 産直がんばる館
- 豊里・津山渡船場跡
- 笑沢自然公園

## アクセス
- JR気仙沼線陸前豊里駅から車で10分
- 三陸沿岸道路桃生豊里ICから車で25分
- 駐車場　普通車無料